# Verbascum eriorrhabdon
Verbascum eriorrhabdon är en flenörtsväxtart som beskrevs av Pierre Edmond Boissier. Verbascum eriorrhabdon ingår i släktet kungsljus, och familjen flenörtsväxter. Inga underarter finns listade i Catalogue of Life.